# Jean-Jacques Moine
Pour les articles homonymes, voir Moine (homonymie).
Jean-Jacques Moine, né le 7 septembre 1954 à Marseille et mort le 14 février 2022 dans la même ville,, est un nageur et joueur de water-polo français, licencié au Cercle des nageurs de Marseille.

## Biographie
Il fait partie du relais français 4x200 mètres nage libre avec Pierre Caland, Pierre-Yves Copin, et Michel Rousseau aux Jeux olympiques d'été de 1972 à Munich.
Avec le CN Marseille, il est notamment champion de France de water-polo en 1973.

## Palmarès

### Jeux olympiques d'été
- Jeux olympiques d'été de 1972 à Munich
  - Élimination en séries du relais 4 × 200 m nage libre

### Championnats de France de natation[5]
- Champion de France au relais 4 × 100 m nage libre en 1970, 1971 et 1974 (CN Marseille)
- Champion de France au relais 4 × 200 m nage libre en 1971, 1972 et 1974 (CN Marseille)
- Champion de France au relais 4 × 100 m 4 nages en 1971, 1972, 1973 et 1974 (CN Marseille)

### Championnats de France de water-polo
- Champion de France en 1973 (CN Marseille)